# Санчес-Рамирес
Санчес-Рамирес (исп. Sánchez Ramírez) — провинция Доминиканской Республики. Была отделена от провинции Дуарте в 1952 году.

## Муниципалитеты и муниципальные районы
Провинция разделена на четыре муниципалитета (municipio), а в пределах муниципалитетов — на восемь муниципальных районов (distrito municipal — D.M.):
- Котуи
  - Куита-Суэньо (D.M.)
- Ла-Мата
  - Анджелина (D.M.)
  - Ла-Биджа (D.M.)
- Севикос
  - Ла-Куэва (D.M.)
  - Платаналь (D.M.)
- Фантино

Население по муниципалитетам на 2012 год (сортируемая таблица):
| № | Название                 | Общее население | Городское население | Сельское население |
| - | ------------------------ | --------------- | ------------------- | ------------------ |
| 1 | Котуи                    | 79 596          | 48 998              | 30 598             |
| 2 | Ла-Мата                  | 42 785          | 11 478              | 31 307             |
| 3 | Севикос                  | 12 589          | 4285                | 8304               |
| 4 | Фантино                  | 22 487          | 8587                | 13 900             |
|   | Провинция Санчес-Рамирес | 157 457         | 73 348              | 84 109             |